# ペチジン
ペチジン（英: Pethidine）、別名メペリジン（英: Meperidine）は、フェニルピペリジン系の合成オピオイド鎮痛薬の一つである、1939年にドイツで抗コリン薬として合成され、その後鎮痛作用が発見された。中枢に作用して鎮痛作用を示す。塩酸塩として経口、皮下注射、筋肉内注射、静脈内注射で用いられる。中等度または重度の疼痛に対する鎮痛薬あるいは麻酔前投与薬として使用される。日本での商品名は「オピスタン」（田辺三菱製薬）または「ペチジン塩酸塩」（武田薬品工業）。米国では多くの医師に使用されており、1975年の調査では60%の医師が急性疼痛に、22%の医師が重症慢性疼痛に処方した。
鎮痛作用、呼吸抑制作用はモルヒネよりも弱い。モルヒネに比べてペチジンはより安全で、依存性が弱く、推定される抗コリン効果によって胆道痙攣や腎疝痛への有効性は高いと思われていたが、これらは後に全て幻想であった事が判明し、少なくとも依存性リスクは同等で、胆道痙攣や腎疝痛への効果は他のオピオイドに優越せず、毒性を持つ代謝物（ノルペチジン）のために他のオピオイドより毒性、特に長期投与時の毒性が高いことが明らかとなった。ノルペチジンはセロトニン作用を持つので、他のオピオイドと異なりペチジンの副作用にはセロトニン症候群がある。

## 規制
ペチジンは日本で麻薬に分類されている。米国では1970年に規制物質法（英語版）でスケジュールIIの麻薬（ACSCN9230）に指定されている。ペチジン合成の中間体A、B、Cも ACSCN9232、ACSCN9233、ACSCN9234 として規制されている。1961年の麻薬取扱条約に記載されており、ほとんどの国でモルヒネと同一の管理下条件にある。

## 効能・効果
経口薬は、「激しい疼痛時における鎮痛・鎮静・鎮痙」に用いられる。
注射薬ではさらに、
- 麻酔前投薬
- 麻酔の補助
- 無痛分娩

での使用が認められている。
ペチジンは分娩で最も広く使用されているオピオイドであるが、他のオピオイドが開発されると米国などの一部の国では頻用されなくなった。薬物相互作用（特にセロトニン作用）および神経毒性を持つ代謝物、ノルペチジンが生じるためである。英国やニュージーランドでは今でも広く用いられており英国では分娩時の使用が推奨されている。ペチジンは腸の管腔内圧力を低下させるので、憩室炎に対しては好ましい鎮痛薬である。

## 禁忌
下記の場合には禁忌とされている。
- 重篤な呼吸抑制のある患者
- 重篤な肝障害のある患者
- 慢性肺疾患に続発する心不全のある患者
- 痙攣状態（てんかん重積症、破傷風、ストリキニーネ中毒）にある患者
- 急性アルコール中毒の患者
- 既往に製剤成分に対する過敏症のある患者
- MAO阻害剤を投与中の患者

## 副作用
重大な副作用には、薬物依存、呼吸抑制、錯乱、せん妄、痙攣、無気肺、気管支痙攣、喉頭浮腫、麻痺性イレウス、中毒性巨大結腸がある。注射薬ではさらに、ショック、アナフィラキシー様症状が挙げられている。
ペチジンでは一般的なオピオイドの副作用である嘔気、嘔吐、鎮静、眩暈、発汗、尿閉、便秘が起こるが、抗コリン作用のため縮瞳は発生しない。呼吸抑制などのペチジン作用を解毒するためにはナロキソンなどの麻薬拮抗薬が使用される。抗うつ薬である選択的セロトニン再取り込み阻害薬やモノアミン酸化酵素阻害薬を服用している患者では、セロトニン症候群が発生する。経口的に長期間ペチジンを服用している患者では、血中ノルペチジンが集積して痙攣発作が起こることが多い。過量投与時には、筋弛緩、呼吸抑制、感覚鈍麻、冷たく湿った肌、低血圧、昏睡が生じる。経口服用時でも注射時でも、過量投与すると死亡することがある。

### 相互作用
ペチジンは、フラゾリドン、イソカルボキサジド、モクロベミド、フェネルジン、プロカルバジン、セレギニン、トラニルシプロミンといったモノアミン酸化酵素阻害薬と重大な相互作用を生じる。これらの薬剤を服用中の患者には、興奮、せん妄、頭痛、痙攣、異常高熱が発生する危険がある。米国では1984年に死亡例が発生した。ペチジンにより脳内セロトニン濃度が上昇するとされる。上記の他にも筋弛緩薬、抗うつ薬の一部、ベンゾジアゼピン系薬物、エタノールと相互作用する。

## 作用機序
モルヒネと同様に、ペチジンはμ-オピオイド受容体アゴニストとして作用して鎮痛効果をもたらす。
ペチジンはしばしば、麻酔後振戦の治療に用いられる。この抗振戦作用の機序は完全には解明されていないが、κ-オピオイド受容体刺激作用が関係しているものと推定される。
ペチジンの構造はアトロピンやトロパンアルカロイド（英語版）に類似しており、それらの効果や副作用をある程度持っていると考えられる。オピオイド作用や抗コリン作用の他にも、ペチジンはナトリウムイオンチャネルとの相互作用による局所麻酔作用がある。
ペチジンのin vitro での抗痙攣作用はその局所麻酔作用による。in vivo では抗痙攣作用はない。
ペチジンにはドーパミン輸送体（DAT）および ノルアドレナリン輸送体（NET）の阻害作用に基づく刺激作用もある。DAT阻害作用の結果、ペチジンはコカインと生理食塩水を区別する訓練を積んだ動物において、コカインであると錯覚させる。
4-フルオロペチジン等、DATおよびNETを阻害する事でモノアミン神経伝達物質（ドーパミンやノルアドレナリン）再取り込みを阻害するペチジンアナログがいくつか合成されている。セロトニン症候群の症例からセロトニン作動性神経との相互作用が示唆されているが、決定打となる実験結果は得られていない。
ペチジンはモルヒネよりも脂溶性が高いので、作用発現までの時間が短い。臨床効果の継続時間は120〜150分であるが、通常は4〜6時間間隔で投与される。重症疼痛あるいは体動または咳嗽に伴う疼痛に対するペチジンの有効性は、モルヒネ、ヘロイン、ヒドロモルフォンよりも弱い。
他のオピオイド薬と同じ様に、ペチジンは身体的依存または精神的依存を起こす可能性がある。他のオピオイド薬とよりも乱用される様に思われるのは、投与後に効果が発現するまでの時間が短いためであろうか。オキシコドン、ヒドロモルフォン、偽薬と比較すると、ペチジンを健常者のボランティアに投与した場合の幸福感、集中困難、混乱、精神運動機能障害、認識能力低下の程度は一貫して他より大きかった。特に重篤でペチジンに特徴的な副作用は、痙攣、せん妄、不快感、振戦などのセロトニン症候群である。これらの症状は主に、または完全に、代謝物の一つであるノルペチジンにより引き起こされる。

## 薬物動態
ペチジンは速やかに肝臓で加水分解されてペチジン酸になるが、一部は脱メチル化されてノルペチジンとなる。ノルペチジンの鎮痛効果はペチジンの半分であるが、半減期は8〜12時間とペチジンより長いので、投与を繰り返すと体内に蓄積され、腎障害の原因となる。またノルペチジンには痙攣誘発作用と幻覚作用がある。代謝物によるこの毒性は、ナロキソンやナルトレキソンなどのオピオイド受容体拮抗薬では相殺できないので、間違いなくノルアドレナリンの抗コリン効果が原因であり、アトロピンとの立体構造の類似性に起因するものであるが、薬理学的には完全には解明されていない。ペチジン代謝物の神経毒性は、他のオピオイド薬とペチジンとの大きな違いである。ペチジン代謝物はグルクロン酸抱合されて尿中に排泄される。

## 乱用
米国の薬物乱用警告ネットワークのデータに拠ると、有害・危険なペチジンの使用は1997年から2002年に掛けて減少しており、フェンタニル、モルヒネ、オキシコドンの増加とは対照的である。米国内でのペチジンの紛失または盗難は2000年には32,447単位であったものが2003年には37,687単位と16.2%増加している。
世界保健機関（WHO）が1994年に出版した『アルコールと薬物の用語集』（Lexicon of alcohol and drug terms ）には、ペチジンは、“hazardous use”、“harmful use”、“dependence”と記載されている。WHOの定義では、最初の2つの用語が乱用、3つ目の用語が依存性を意味している。

## 構造活性相関
最初の定量的構造活性相関（QSAR）の研究は、モノアミン再取り込み阻害薬の芳香族置換基を変更すると親和性がどの様に変わるかに焦点が当てられた。
| ニトリル先駆物質 → ペチジン/類縁物質 Ki & IC50, µM | ニトリル先駆物質 → ペチジン/類縁物質 Ki & IC50, µM | ニトリル先駆物質 → ペチジン/類縁物質 Ki & IC50, µM | ニトリル先駆物質 → ペチジン/類縁物質 Ki & IC50, µM |
| -------------------------------------------------- | -------------------------------------------------- | -------------------------------------------------- | -------------------------------------------------- |
| 芳香環                                             | [3H]Pax                                            | [3H]CFT                                            | [3H]Dop                                            |
| Ph                                                 | ? → 0.413                                          | ? → 17.8                                           | ? → 12.6                                           |
| p-F                                                | 10.1 → 0.308                                       | 45% → 10.7                                         | 8% → 47%                                           |
| p-Cl                                               | 5.11 → 0.277                                       | 22.0 → 4.10                                        | 36% → 26.9                                         |
| p-I                                                | 0.430 → 0.0211                                     | 8.34 → 3.25                                        | 36.7 → 11.1                                        |
| p-Me                                               | 13.7 → 1.61                                        | 41.8 → 12.4                                        | 22% → 76.2                                         |
| m,p-Cl2                                            | 0.805 → 0.0187                                     | 2.67 → 0.125                                       | 11.1 → 1.40                                        |
| β-Naph                                             | 0.125 → 0.0072                                     | 2.36 → 1.14                                        | 21.8 → 11.6                                        |
| 3回の実験結果の平均値 100µMでの阻害率（%）         |                                                    |                                                    |                                                    |

特に注意すべき点は、p-ヨウ化物とβ-ナフチル誘導体の DAT（ドーパミン輸送体）阻害活性/SERT（セロトニン輸送体）阻害活性 比 である。
- p-I, D/S = 155
- β-Naph, D/S = 158

マウスを用いた行動活性研究ではいずれの化合物もコカインの代替とはならず、LMA（歩行活動）刺激薬として不活性であった。これはメチルフェニデート類縁物質がコカイン様の特徴を示した事と直接対照的である。アリール基はDAT親和性が望ましいか否かまたはSERT親和性が必要か否かで選択可能である。
ペチジン（当初はメペリジン）は最初は選択的SERT阻害（DAT非阻害）薬として発見された。
続いて実験されたQSARでは、芳香環がm,p-Cl2フェニル基に固定された。
| R     | CFT nM | Para nM | 比  |
| ----- | ------ | ------- | --- |
| Et    | 125    | 18.7    | 6.7 |
| Me    | 383    | 15.4    | 25  |
| n-Pr  | 449    | 16.4    | 27  |
| i-Pr  | 271    | 43.3    | 6.3 |
| n-Bu  | 864    | 16.0    | 54  |
| n-Pen | 283    | 44.3    | 6.4 |

メペリジンのエステル結合は体内で速やかに加水分解される。
A fourth paper on 3,4-ジクロロフェニルメペリジンの4番目の論文が2010年に出版された。

## 歴史
初の合成鎮痛薬として、1939年にドイツで開発された。日本で薬価収載されたのは原末（経口薬）が1955年1月、注射液が1956年9月である。